# Sáránd–Létavértes-vasútvonal
A MÁV 107. számú Sáránd–Létavértes-vasútvonala egyvágányú, nem villamosított mellékvonala. Sáránd állomásból ágazik ki a Debrecen–Sáránd–Nagykereki-vasútvonalból.
A vasútvonalon Sáránd és Létavértes között a személyszállítás 2009. december 13-án, a 2009/2010. évi menetrendváltáskor megszűnt.

## Története
A vasútvonalat a Debrecen–Derecske–Nagylétai HÉV társaság építette, a Debrecen–Sáránd–Nagykereki-vasútvonal Sárándtól Derecskéig tartó vonalszakaszával egyidőben. A Debrecen és Nagyléta közötti 32 km hosszú helyiérdekű vasútvonalat 1894. december 8-án nyitották meg. A vonal felépítménye 23,6 kg/fm tömegű, „i” sínekből épült. Eredetileg  Székelyhídig tervezték továbbépítését, azonban a vasúttársaság később a Derecske–Nagykereki–Nagyvárad útirány mellett döntött.

## Felépítmény
A vonal felépítménye napjainkban 48 kg/fm sínrendszerű, hagyományos, hevederes illesztésű. Az alátámasztása túlnyomórészt faaljas, illetve részben vasbetonaljas, az ágyazata zúzottkő.

## Járművek
A vasútvonalon a személyvonatokat debreceni honállomású MD motorvonatok és Bz motorkocsik szolgálták ki.

## Állomások és megállóhelyek

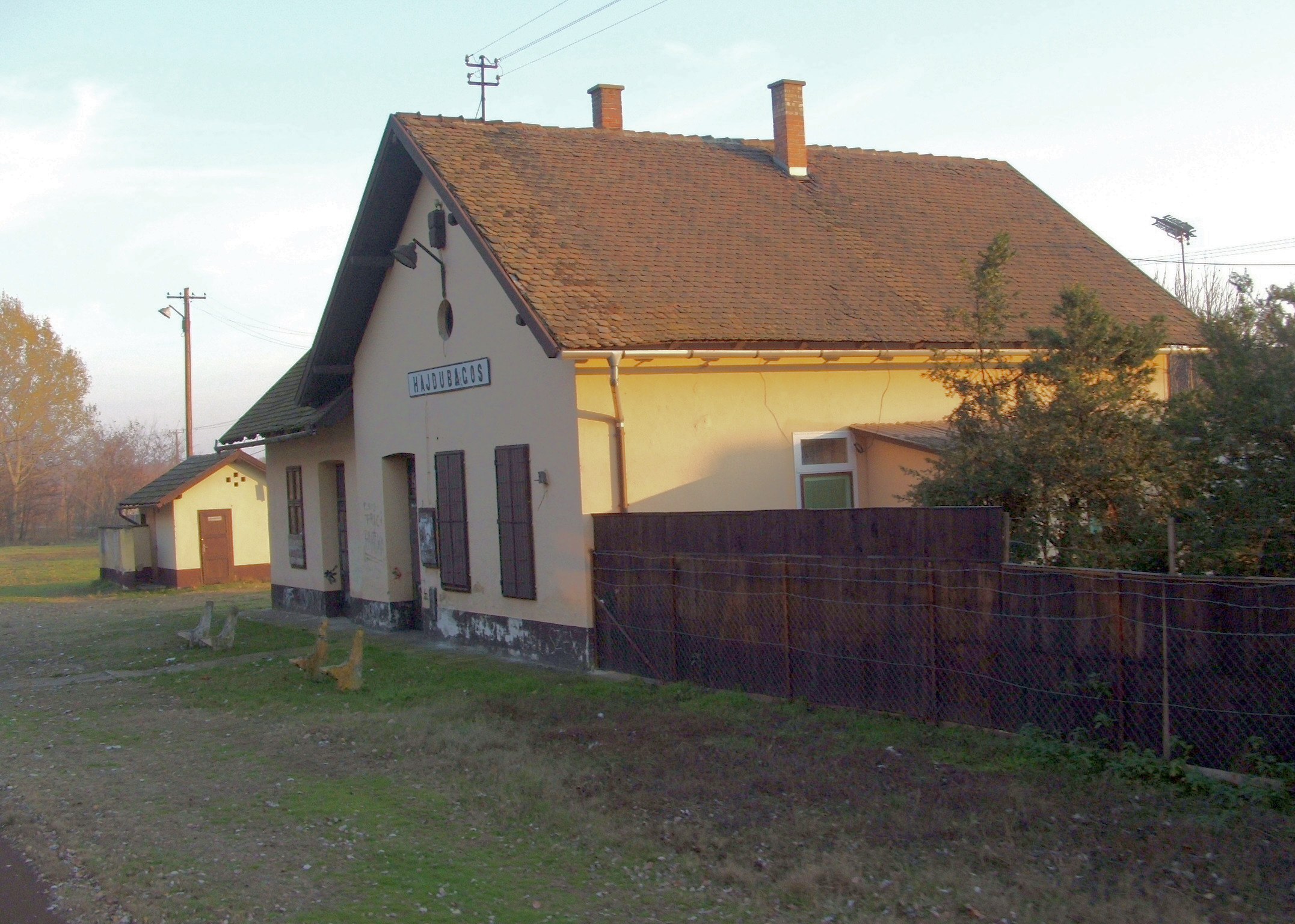
Hajdúbagos
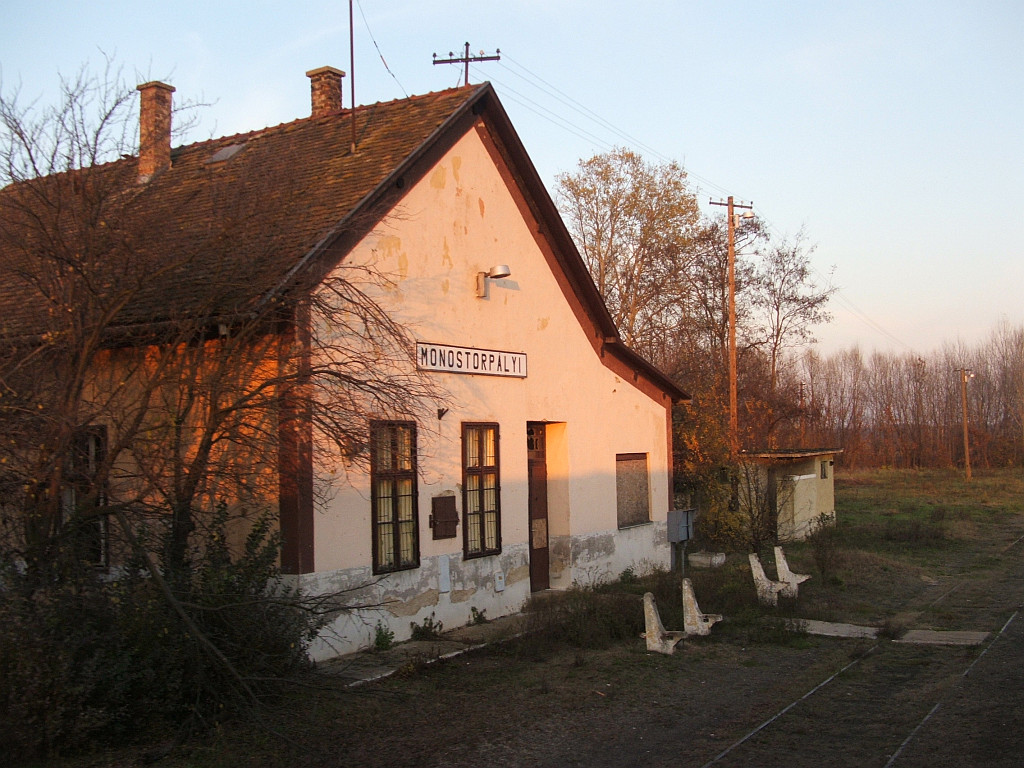
Monostorpályi
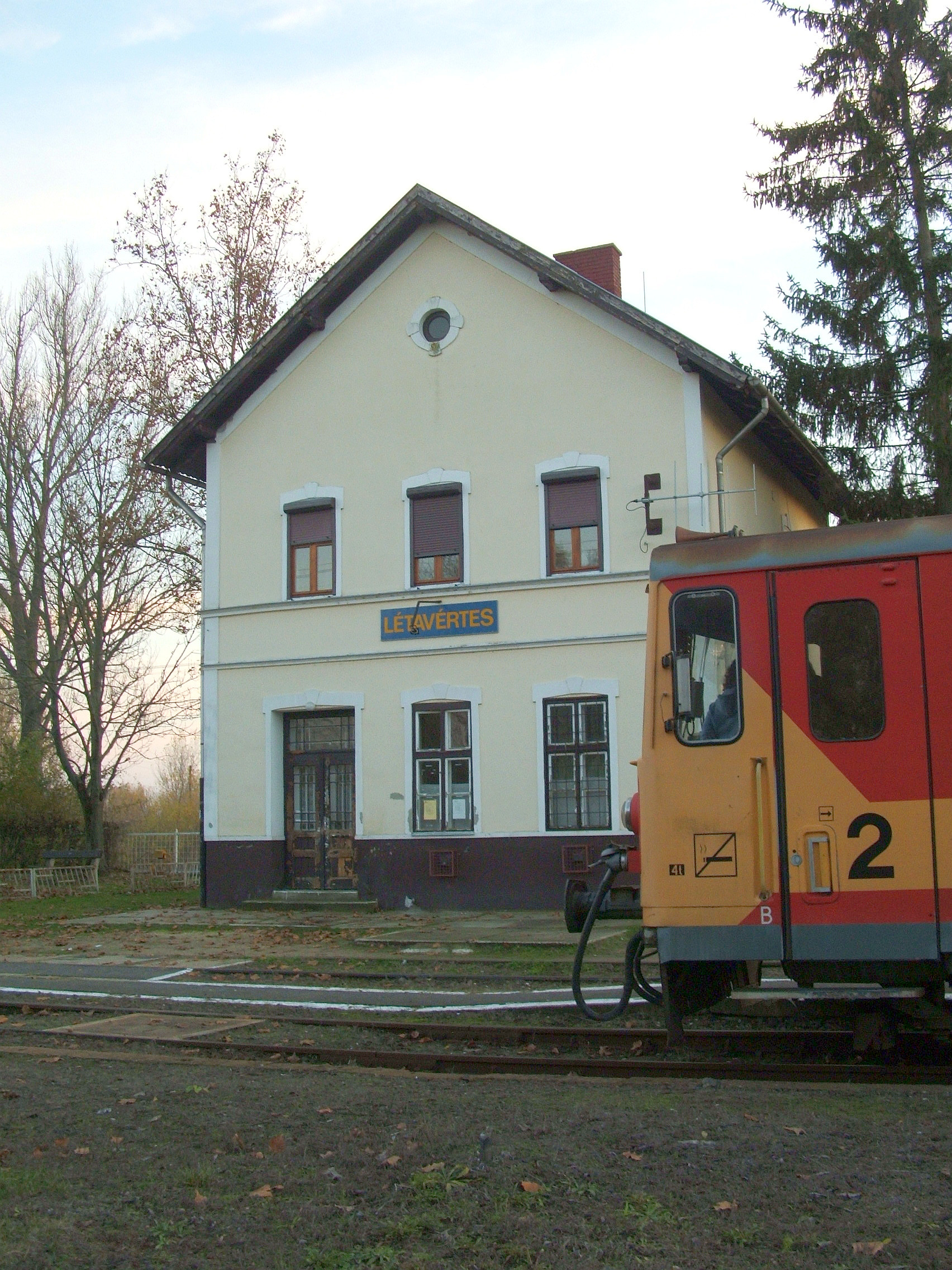
Létavértes